# 신재순
신재순(한국 한자: 申才順, 1957년 10월 15일 ~ )은 대한민국의 C.F. 모델, 배우이다. 한양대학교 연극영화과 3학년 때, 지인들의 주선으로 중앙정보부 의전과 과장이던 박선호를 소개받아 궁정동의 연회에 초청 되어 심수봉과 함께 10·26 사건 현장을 목격하였다.

## 개인사
대학교 2학년 때 재력가 집안의 아들과 첫번째 결혼을 하였으나 남편은 가정적인 남자가 아니었다고 한다. 1970년대에 차를 몰고 다닐 정도로 여유 있는 생활을 하였으나 결혼생활은 평탄치 않았으며 참고 살고 싶은 마음은 없어 결국 딸을 데리고 집을 나왔다. 이후 자식의 미래를 걱정한 친정어머니가 딸을 데려가 친정에서 키웠다. 훗날 큰딸과 다시 연락이 닿았다고 2011년 10월 중앙일보 인터뷰에서 밝힌다.
본래 연극인이 되려던 꿈이 있었으나 젊은 나이에 이혼, 대통령 정치암살 등 큰 사건들에 휘말리며 개인생활이 불가능해져 1984년 도피하다시피 미국으로 이민가게 되었다.
두 번째 결혼에서 낳은 딸과 현재 같이 살고 있다. 큰딸이 낳은 딸과 작은딸이 낳은 두 딸 등 모두 3명의 손녀를 두고 있다. 2008년부터 캘리포니아주에서 구이집을 경영하고 있다. 심수봉의 권유로 교회에 나가기 시작했다 한다.
키 170cm 이상으로 매우 크다. 10.26 사건 직후 법정에 참고인 자격으로 출두할 때 심수봉과 나란히 선 사진이 찍혔는데 심수봉보다 10cm 이상 키가 컸다.

## 10.26 사건
이혼녀로써 혼자 딸을 양육하며 C.F모델 활동을 하고 있던 신재순은 1979년 10월 24일 친분이 있는 지인들로부터 중앙정보부 의전과장 박선호를 처음 소개받았다.
10.26 사건 하루 전날인 10월 25일 저녁 5시경 박선호로부터 좋은 자리를 소개시켜 주겠다고 제안받고 "내일(26일) 3시30분에 프라자호텔 커피숍에서 만나자"고 미리 연락을 받는다.
다음날인 10월 26일 약속장소로 나갔더니 박선호가 나오질 않아 집으로 돌아간다. 4시30분경 다시 전화가 와서 5시 10분경 프라자호텔에서 만나자고 새로운 약속을 잡는다. 약속장소로 나갔더니 차를 타고 이동하여 뉴내자 호텔 커피숍에 도착한 뒤 오래 기다리다가 심수봉이 합류하며 다 함께 만찬장소로 향한다.
차가 출발한지 5분만인 오후 6시 40분쯤 궁정동에 도착, 소파가 많은 대기실로 안내되어 각서를 쓰고 차지철 경호실장이 나와 안내를 한다. 대기실에서 면접을 볼 때 술을 못 마신다고 했더니 차지철이 '옆에 깡통을 갖다 놓을터이니 거기에 부어버려라'고 말해주어 고마웠다고 증언한다.
그렇게 박정희 대통령, 김계원 비서실장, 차지철 경호실장, 김재규 정보부장, 그리고 심수봉과 신재순 이렇게 여섯명이 연회장에 모이게 된다.
만찬장소에 들어가자 차지철 실장이 이쪽은 "신이고, 저쪽은 심입니다”라고 소개하였고 신재순 본인은 박 대통령의 오른쪽에 앉았다. 박정희 대통령은 TV를 보면서 김재규에게 "총재도 아닌 사람을 만나서 뭐하겠느냐" 등과 같은 이야기를 하다가 본인에게 아버지 어머니 고향이 어디냐 등 가정환경을 물어보고 음식과 술을 권하였다 한다.

### 번복된 증언들
훗날 신재순은 2011년 <중앙일보> 인터뷰에서 1979년 암살사건 조사 당시 법정에서 김재규가 차지철 경호실장에게 총을 쏘기 전에 '버러지'라고 말했다는 자신의 진술이 당시 계엄사 합동수사본부에서 시켜서 했던 거짓 증언이라고 밝힌다. 사건 현장에 같이 있었던 심수봉 또한 SBS 주병진쇼에 나와서 김재규가 차지철에게 '건방져'라는 한마디만 했었다고 증언한다.
| “ | 10·26 사건 이후 김재규 중앙정보부장이 차지철 경호실장에게 총을 쏘기 전에 ‘각하, 이 버러지 같은 놈을 데리고 정치를 하니 올바로 되겠습니까?’라고 말했다고 법정에서 진술했습니다. 이는 보안대(당시 계엄사 합동수사본부를 그는 이렇게 표현했다)에서 시켜서 한 말입니다. 시키는 대로 해야 할 것 같았어요. (중략) 조사 과정에서 요원들은 ‘함께 자리했던 심수봉이 그렇게 이야기했는데 너는 왜 다르게 이야기하느냐’며 다그쳤고 지속적으로 세뇌시켰습니다. 나중에는 나 자신조차 어느 게 진실인지 혼란스러울 정도였습니다. 그 발언이 왜 그렇게 중요한지는 지금도 모르겠습니다. | ” |
|   | — 신재순, 2011년 10월 24일 중앙일보 |   |

반면 2011년 10월 <한겨레>가 공개한 1979년 11월 30일 남한산성 육군교도소에 수감 중이던 김재규와 류택형 변호사가 나눈 대화의 육성 녹음에서는 김재규 스스로가 '버러지' 발언을 했다고 진술한다. 참고로 한겨레에서 공개한 김재규의 육성 기록은 현장 기록이 아니라 사건이 일어난지 1달 뒤 진행된 조사과정 중에 녹화된 것이다.
같은 육성 기록에서 김재규는 차지철이 총을 뽑아가지고 자신에게 맞서려고 하였다고 주장하지만 이 역시 심수봉과 신재순의 증언과는 다르다. 그녀들에 따르면 김재규는 잠시 밖에 나갔다가 돌아와 앉자마자 '건방져' 한마디와 함께 차지철과 박정희를 향해 총을 쏜 직후 곧바로 방에서 나갔고, 총을 맞은 차지철은 손에서 피를 흘리며 아무렇지도 않다는 듯 "저사람 왜 저래"하며 화장실 쪽으로 나가는 모습을 보고 놀랐다고 한다.

## 출연 작품

### 연극
- 1996년 - <런던양아치> (서울앙상블 극단, 하경봉 연출), 아만다 역[9]

### 도서
- 1994년 - <그 곳에 그녀가 있었네> (신재순 지음), 자전적 에세이
- 1994년 - <사랑밖엔 난 몰라> (심수봉 지음), 자전적 에세이